# Penna Tervo
Penna Tervo, född 10 november 1901 i Viborg, död 26 februari 1956 i Tusby (trafikolycka), var en finländsk politiker. 
Tervo representerade socialdemokraterna i Finlands riksdag från 1945 och var förste vicetalman 1949–1950. Han var handels- och industriminister i Urho Kekkonens regeringar 1951–1953 och i Ralf Törngrens regering 1954 samt finansminister i Kekkonens regering 1954–1956. Han var även chefredaktör för Suomen Sosialidemokraatti 1948–1952, medlem av direktionen för Finlands Bank 1955–1956 och ordförande för Arbetarnas Idrottsförbund i Finland (AIF) 1955–1956. 
Tervo var ursprungligen en av de så kallade vapenbrödrasocialisterna, men råkade sedan i konflikt med Väinö Leskinen om den socialdemokratiska idrottspolitiken; detta var den faktor som utlöste stridigheterna inom socialdemokratiska partiet och ledde till dess tudelning några år senare.